# Рубанов, Степан Ульянович
Степа́н Улья́нович Руба́нов (1901—1961) — советский лётчик и военачальник, участник Гражданской и Великой Отечественной войн. Генерал-полковник авиации (8.08.1955).

## Биография
Рубанов Степан Ульянович родился 28 октября 1901 года в городе Новозыбков (ныне Брянской области). В Красной Армии с 1919 года.

### Образование
- 23-е Могилёвские пехотные командные курсы (1921 г.),
- Смоленская высшая объединенная военная школа комсостава (1922 г.),
- 3-я военная школа лётчиков и летнабов (1929 г.),
- Высшие КУВНАС при Военной академии командного и штурманского состава ВВС Красной Армии в г. Чкалов 1942 г.
- Высшая военная академия им. К. Е. Ворошилова (1951 г.).

Участник Гражданской войны с марта 1919 года, служил красноармейцем. С июня 1920 года — курсант 23-х Могилёвских пехотных командных курсов. В составе курсов участвовал в советско-польской войне 1920 года на Западном фронте. По окончании курсов остался служить на курсах командиров взводов, затем был направлен в Высшую объединенную военную школу комсостава по отделению ВУЗов. С мая 1922 года проходил службу в стрелковых частях: командир взвода, помощник начальника полковой школы, командир роты, ВрИД командира батальона.
С мая 1928 года в ВВС РККА в качестве стажёра лётчика-наблюдателя, затем поступает в 3-ю военную школу лётчиков и летнабов им. К. Е. Ворошилова в г. Чкалове. После её окончания назначен на должность лётчика-наблюдателя. Проходил дальнейшую службу помощником начальника штаба эскадрильи, начальником штаба отдельного авиационного отряда, начальником штаба эскадрильи. Прошел курс обучения по программе лётной подготовки, удостоен звания военного летчика.
В ноябре 1938 года назначен начальником штаба 29-го Краснознаменного истребительного авиационного полка в составе ВВС 2-й Отдельной Краснознаменной Армии, с января 1940 года — командиром 168-го резервного авиационного полка 2-й Отдельной Краснознамённой Армии в составе Дальневосточного фронта.

### Во время Великой Отечественной войны
С начала Великой Отечественной войны продолжал командовать полком. В августе 1941 года назначен командиром 96-й смешанной авиационной дивизии ВВС Дальневосточного фронта). В мае 1942 года переведен на фронт в качестве заместителя командира 204-й бомбардировочной авиационной дивизии 1-й воздушной армии Западного фронта. С июля 1942 года назначен командиром 214-й штурмовой авиационной дивизии. Участие в боевых действиях принимал с 13 июня 1942 года. В ходе Сталинградской битвы за период с 19 ноября 1942 года по 1 марта 1943 года дивизия уничтожила 440 танков, 1563 автомашины, 23 цистерны с горючим, 30 складов с горючим и боеприпасами, много другой техники и живой силы врага.
В апреле 1943 года дивизия была включена в состав 4-й воздушной армии Северо-Кавказского фронта и участвовала в Воздушных сражениях на Кубани, поддерживала войска фронта на нальчикско-ставропольском направлении, в Новороссийско-Таманской наступательной и Керченско-Эльтигенской десантной операциях. В мае 1943 года присвоено звание генерал-майор авиации. С июня 1944 года исполнял должность командира 1-го смешанного авиационного корпуса, с июля — вновь командовал 214-й штурмовой авиационной дивизией, которая в составе 15-й воздушной армии 2-го Прибалтийского фронта участвовала в Режицко-Двинской и Рижской наступательных операциях.
С апреля 1945 года — командир 8-го штурмового авиационного корпуса, с мая — командир 3-го Минского штурмового авиационного корпуса. Корпус под его командованием отличился в Моравско-Остравской и Пражской наступательных операциях.

### После войны
После войны командовал 8-м штурмовым авиационным корпусом в Центральной группе войск. В мае 1946 года назначен командующим 5-й воздушной армией в Одесском военном округе, а с сентября 1947 года — 2-й воздушной армией в Центральной группе войск. С февраля 1949 года по июль 1950 года командующий 59-й воздушной армией ЦГВ. В августе 1951 года переведен на должность командующего 26-й воздушной армией в Белорусском военного округе. В июне 1953 года назначен командующим ВВС Московского военного округа .
C июля 1959 года — в отставке. Умер 8 января 1961 года. Похоронен на Новодевичьем кладбище, участок № 8.

## Награды
- орден Ленина (21.02.1945[3])
- 4 ордена Красного Знамени (9.11.1943[4], 13.04.1943[5], 3.11.1945[3], 1949[3])
- орден Суворова II степени (23.08.1944[6])
- орден Кутузова II степени (29.07.1944[7])
- орден Александра Невского (22.06.1944[8])
- орден Отечественной войны I степени (26.07.1943[2])
- медаль «XX лет РККА» (1938[4])
- Медаль «За оборону Сталинграда»[4]
- Медаль «За оборону Кавказа»[6]
- Юбилейная медаль «30 лет Советской Армии и Флота»
- Юбилейная медаль «40 лет Вооружённых Сил СССР»
- иностранные награды